# Stefano Dionisi
Stefano Dionisi (ur. 1 października 1966 w Rzymie) – amerykańsko-włoski aktor filmowy i telewizyjny.

## Życiorys

### Wczesne lata
Po ukończeniu szkoły średniej, w 1985 roku pobierał lekcje aktorstwa w teatrze la Scaletta w Rzymie. Po studiach, w późnych latach osiemdziesiątych przebywał w Nowym Jorku, a w latach 1987 i 1991 w Indiach.

### Kariera
Debiutował na szklanym ekranie w telefilmie Rose (1986) u boku Valerie Perrine. W następnym roku pojawił się w serialu Ośmiornica 5 (La piovra 5 - Il cuore del problema, 1990), a na dużym ekranie w Sekret (Il segreto, 1990) obok Nastassji Kinski. Przełom w karierze nastąpił, gdy został zaangażowany do głównej roli Carla Broschiego zwanego Farinellim w opartym na biografii śpiewaka dramacie muzycznym Farinelli: ostatni kastrat (Farinelli: Il castrato, 1994), która przyniosła mu włoską nagrodę specjalną Davida di Donatello.
W brytyjskim telewizyjnym filmie biblijnym Józef w Egipcie (Joseph, 1995) z Benem Kingsleyem zagrał postać faraona. Znalazł się w obsadzie dramatu ...twierdzi Pereira (Sostiene Pereira, 1996) wg powieści Antonio Tabucchiego u boku Marcello Mastroianniego, Daniela Auteuila i Joaquima de Almeidy.
W melodramacie Bigasa Luny Bambola (Bámbola, 1996) z Anitą Ekberg wystąpił w roli Flavio, gejowskiego brata tytułowej bohaterki. W dramacie wojennym Francesco Rosiego Rozejm (La Tregua, 1997) z Johnem Turturro i Rade Šerbedžiją zagrał Daniele, ocalałego z obozu koncentracyjnego w Oświęcimiu. W dramacie wojennym Partyzant Johnny (Il partigiano Johnny, 2000) wcielił się w Johnny'ego, młodego studenta dezertera pod koniec II wojny światowej.
Na podstawie własnych doświadczeń w klinikach psychiatrycznych, w 2015 roku wydał książkę Oltre le porte dell'inferno.
Ma firmę produkcyjną, Rats Produzioni. W 1995 ożenił się z producentką filmową Annie Stewart, z którą ma córkę Milo (ur. 1997). Jednak doszło do rozwodu. Związał się z aktorką Barbarą Lerici i zamieszkał na stałe w Rzymie.

## Wybrana filmografia
| Rok  | Tytuł                                                        | Rola                        | Reżyser               |
| ---- | ------------------------------------------------------------ | --------------------------- | --------------------- |
| 1986 | Quattro storie di donne: Rose (TV)                           | Stefano                     | Tomaso Sherman        |
| 1990 | Sekret (Il segreto)                                          | Carlo                       | Francesco Maselli     |
| 1992 | Verso Sud                                                    | Eugenio                     | Pasquale Pozzessere   |
| 1992 | Sabato italiano                                              | Ricky                       | Luciano Manuzzi       |
| 1993 | Mille bolle blu                                              | Antonio                     | Leone Pompucci        |
| 1993 | La ribelle - Storia di Enza                                  | Franchino                   | Aurelio Grimaldi      |
| 1994 | Farinelli: ostatni kastrat (Farinelli: Il castrato)          | Farinelli (Carlo Broschi)   | Gérard Corbiau        |
| 1994 | Ojciec i syn (Padre e figlio)                                | Gabriele                    | Pasquale Pozzessere   |
| 1995 | Józef w Egipcie (Joseph, TV)                                 | Faraon                      | Roger Young           |
| 1995 | ...twierdzi Pereira (Sostiene Pereira)                       | Monteiro Rossi              | Roberto Faenza        |
| 1996 | Bambola                                                      | Flavio                      | Bigas Luna            |
| 1996 | Tajemnica czarnoksiężnika (L'arcano incantatore)             | Giacomo Vigetti             | Pupi Avati            |
| 1997 | Rozejm (La tregua)                                           | Daniele                     | Francesco Rosi        |
| 1998 | Czysta kpina (L'albero delle pere)                           | Roberto                     | Francesca Archibugi   |
| 1999 | Pieśń o miłości i śmierci (Ein Lied von Liebe und Tod)       | András Aradi                | Rolf Schübel          |
| 1999 | Dzieci wieku (I figli del secolo)                            | Pietro Pagello              | Diane Kurys           |
| 1999 | Utracona niewinność seksualna (The Loss of Sexual Innocence) | Luca                        | Mike Figgis           |
| 2000 | Il partigiano Johnny                                         | Johnny                      | Guido Chiesa          |
| 2001 | Bezsenność (Non ho sonno)                                    | Giacomo Gallo               | Dario Argento         |
| 2002 | Ginostra                                                     | Giovanni Gigli              | Manuel Pradal         |
| 2004 | Ovunque sei                                                  | Leonardo                    | Michele Placido       |
| 2005 | Raul - Diritto di uccidere                                   | Raul                        | Andrea Bolognini      |
| 2007 | Era mio fratello (TV)                                        | Sante Palmisano/Sante Musso | Claudio Bonivento     |
| 2007 | Antonio Vivaldi, un prince à Venise                          | Antonio Vivaldi             | Jean-Louis Guillermou |
| 2008 | Il sangue dei vinti                                          | Kurt                        | Michele Soavi         |
| 2011 | L'amore fa male                                              | Aldo                        | Mirca Viola           |